# بانگلئونگو
بانگلئونگو شهری در شهرستان دولوگو در استان بازگا در بورکینافاسوی مرکزی است و جمعیت آن ۸۱۲ نفر است.